# Union des travailleurs libres du Sénégal
L'Union des travailleurs libres du Sénégal (UTLS) est une centrale syndicale sénégalaise.

## Histoire
L'UTLS a été créée par Mamadou Puritain Fall au début des années 1970. À l'origine, elle entretenait des liens étroits avec le Parti démocratique sénégalais (PDS).
En avril 1976, l'UTLS revendique 10 000 adhérents.
Aujourd'hui, il existe deux branches, l'Union des travailleurs libres du Sénégal Tendance A, dont le responsable est Idrissa Kote, et l'Union des travailleurs libres du Sénégal Tendance B, dirigée par Abdoulaye Wague.